# Afsariyeh
Afsariyeh est un quartier du sud-est de Téhéran.